# Dennis DeConcini
Dennis DeConcini (Tucson, 1937. május 8. –) az Amerikai Egyesült Államok szenátora (Arizona, 1977–1995).